# Римонь
Римо́нь (фр. Rimogne) — коммуна во Франции, находится в регионе Шампань — Арденны. Департамент — Арденны. Входит в состав кантона Рокруа. Округ коммуны — Шарлевиль-Мезьер.
Код INSEE коммуны — 08365.
Коммуна расположена приблизительно в 195 км к северо-востоку от Парижа, в 100 км севернее Шалон-ан-Шампани, в 15 км к северо-западу от Шарлевиль-Мезьера.

## Климат
| Показатель                                                      | Янв. | Фев. | Март  | Апр. | Май   | Июнь | Июль | Авг.  | Сен. | Окт. | Нояб. | Дек.  | Год   |
| --------------------------------------------------------------- | ---- | ---- | ----- | ---- | ----- | ---- | ---- | ----- | ---- | ---- | ----- | ----- | ----- |
| Средний суточный максимум, °C                                   | 4,1  | 4,7  | 8,9   | 14   | 18    | 23   | 28,8 | 20    | 22,9 | 17,4 | 11,6  | 7,2   | 15,05 |
| Средняя температура, °C                                         | 0,4  | 1,8  | 4,3   | 8,2  | 13,2  | 16,3 | 21,6 | 15,7  | 17   | 13,1 | 7,8   | 8,1   | 10,3  |
| Средний суточный минимум, °C                                    | −3,2 | −1   | −0,3  | 2,4  | 8,4   | 9,6  | 14,4 | 11,4  | 11,1 | 8,9  | 4     | 0,9   | 5,55  |
| Норма осадков, мм                                               | 28   | 70,8 | 100,6 | 56,6 | 136,8 | 29,2 | 59   | 142,8 | 15,4 | 81,8 | 93    | 135,8 | 950   |
| Источник: Climatologie mensuelle - Charleville-Mézières, France |      |      |       |      |       |      |      |       |      |      |       |       |       |

## Население
Население коммуны на 2008 год составляло 1427 человек.
| 1962 | 1968 | 1975 | 1982 | 1990 | 1999 | 2008 |
| ---- | ---- | ---- | ---- | ---- | ---- | ---- |
| 1421 | 1477 | 1327 | 1388 | 1323 | 1416 | 1427 |

## Экономика
В 2007 году среди 932 человек в трудоспособном возрасте (15—64 лет) 643 были экономически активными, 289 — неактивными (показатель активности — 69,0 %, в 1999 году было 64,8 %). Из 643 активных работали 569 человек (335 мужчин и 234 женщины), безработных было 74 (33 мужчины и 41 женщина). Среди 289 неактивных 63 человека были учениками или студентами, 84 — пенсионерами, 142 были неактивными по другим причинам.

## Фотогалерея

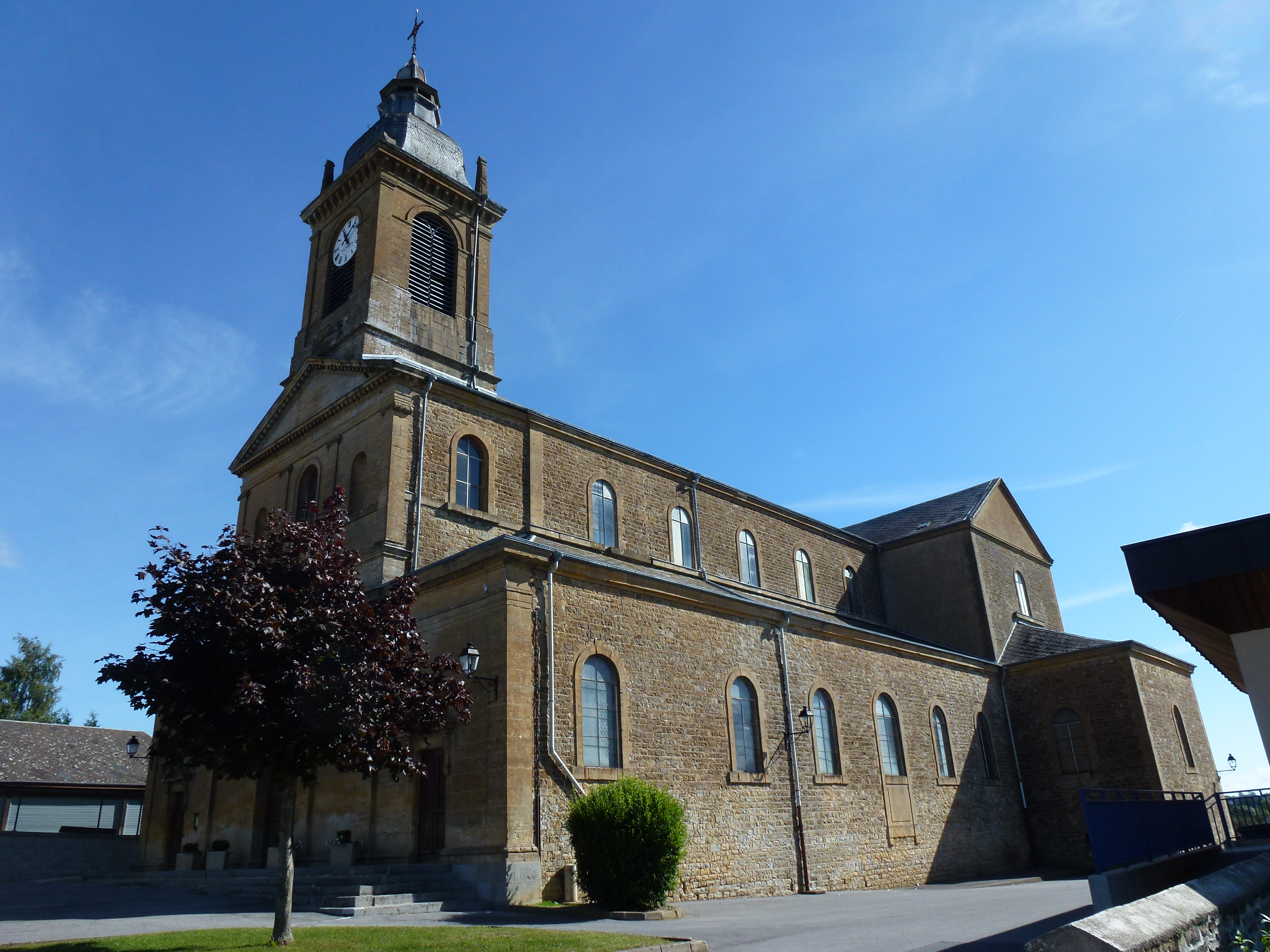
Церковь Сен-Брис
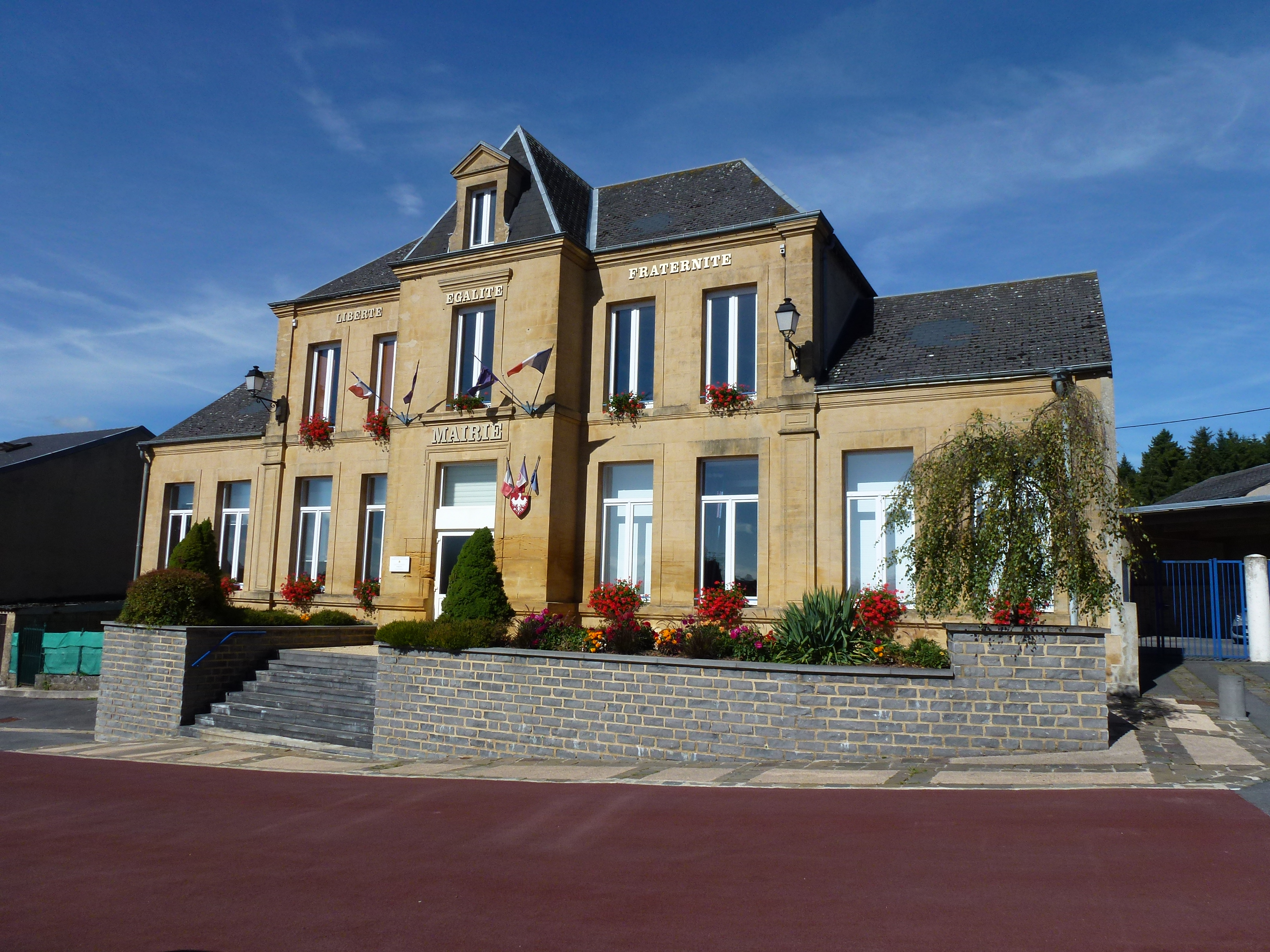
Мэрия
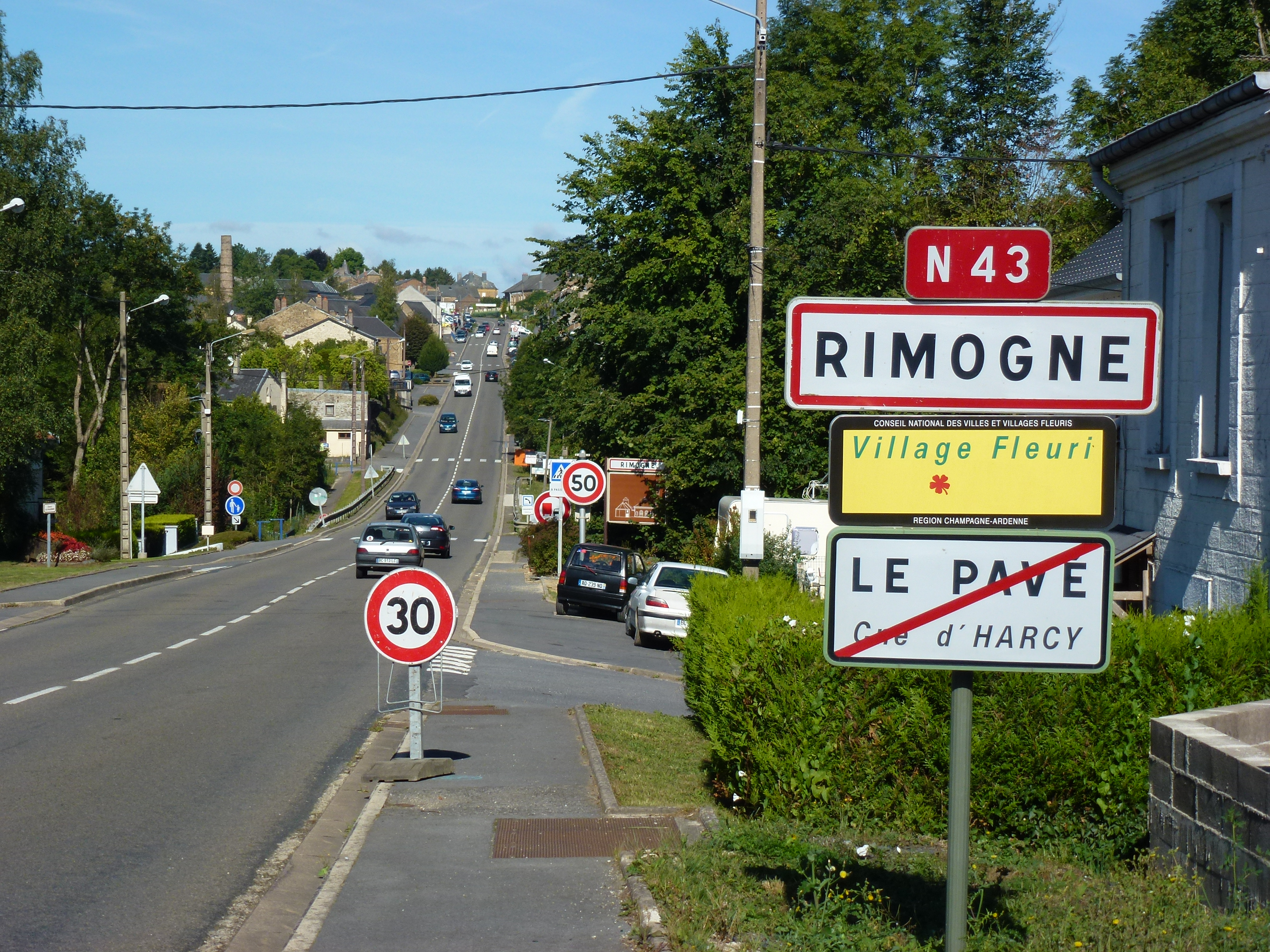
Въезд в Римонь
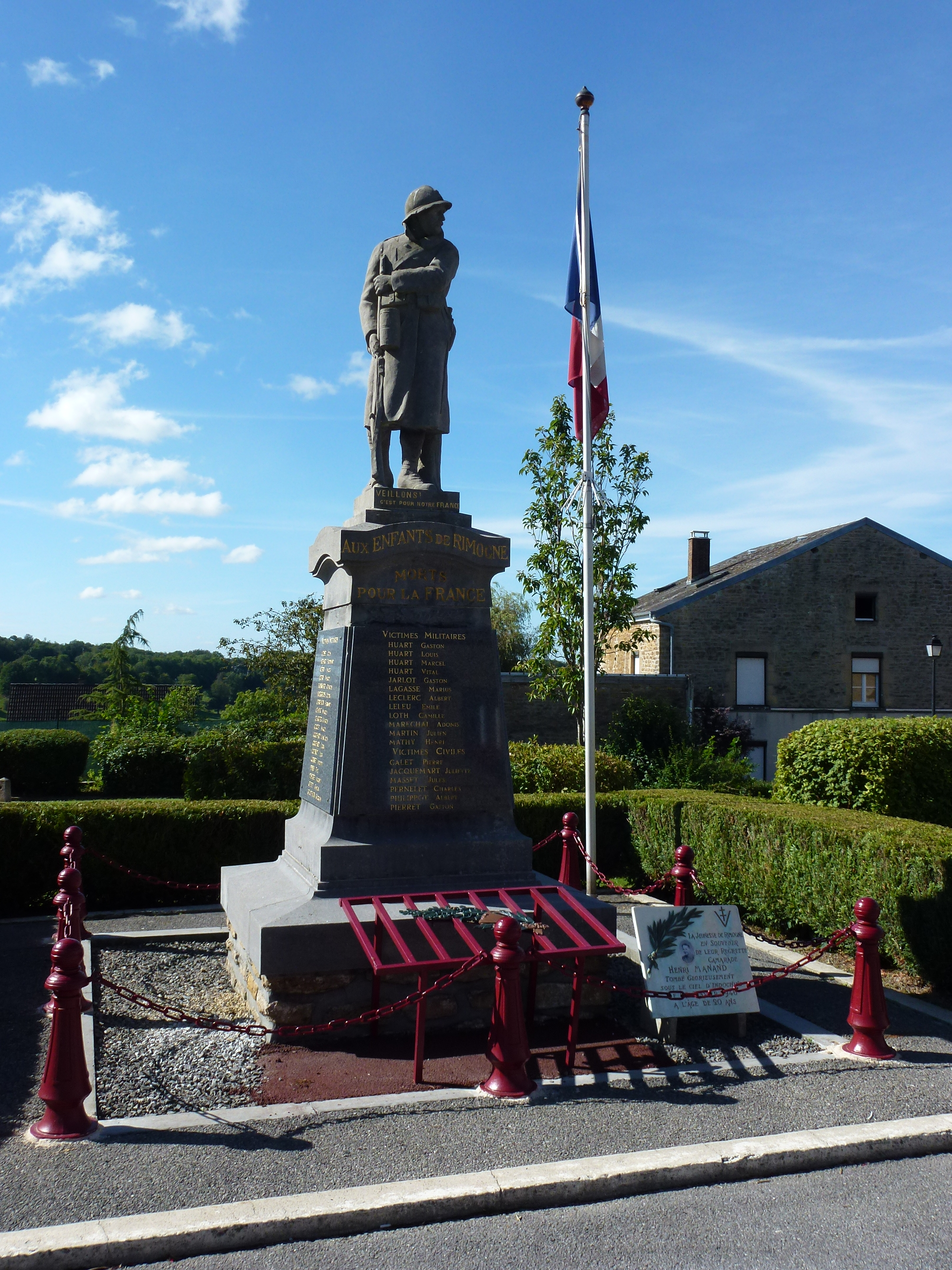
Памятник погибшим в Первой мировой войне